# George Bush Intercontinental Airport

i7
i11
i13
Der George Bush Intercontinental Airport (ehemals Houston Intercontinental Airport, IATA-Code: IAH, ICAO-Code: KIAH) liegt in der Nähe von Houston im US-Bundesstaat Texas und ist der größte der drei Flughäfen nahe der Stadt. Er ist ein bedeutender Hub von United Airlines.

## Lage und Verkehrsanbindung
Der George Bush Intercontinental Airport liegt 25 Kilometer nördlich des Stadtzentrums von Houston. Südlich des Flughafens beginnt eine Zufahrt zur westlich des Flughafens verlaufenden Hardy Toll Road. Die Interstate 69 und der U.S. Highway 59 verlaufen östlich des Flughafens auf einer gemeinsamen Trasse.
Der George Bush Intercontinental Airport wird durch Busse in den öffentlichen Personennahverkehr eingebunden, die Route 102 der Metropolitan Transit Authority of Harris County verbindet ihn regelmäßig mit dem Stadtzentrum.

## Geschichte
Der Flughafen wurde im Juni 1969 als Houston Intercontinental Airport eröffnet, die erste Landung fand am 8. Juni 1969 statt. Sein Bau wurde beschlossen, da der damalige Verkehrsflughafen der Stadt, der William P. Hobby Airport, nicht weiter wachsen konnte. Zu Beginn verfügte der Flughafen über zwei Passagierterminals. Mit der Eröffnung wurden sämtliche Linienflüge zum neuen Flughafen verlegt. 1971 kehrte Southwest Airlines als erste Fluggesellschaft zm William P. Hobby Airport zurück. 1981 wurde das Terminal C eröffnet, das internationale Terminal D folgte neun Jahre später. Ende der 1980er-Jahre wurde zudem die Start- und Landebahn 09/27 errichtet. Seinen Namen zu Ehren des ehemaligen US-Präsidenten George Bush erhielt er 1997. 2003 wurde die Start- und Landebahn 18L/26R in Betrieb genommen. Im gleichen Jahr wurde ein erster Teil des Terminal E eröffnet, der zweite Teil folgte 2004. 2005 wurde ein neues Gebäude für internationale Ankünfte zwischen Terminal D und E eröffnet.

## Flughafenanlagen

Flughafendiagramm (veraltet)

Der George Bush Intercontinental Airport erstreckt sich über 4452 Hektar.

### Start- und Landebahnen
Es gibt fünf Start- und Landebahnen, von denen drei parallel in Ost-West-Richtung verlaufen. Sie können gleichzeitig betrieben werden und erlauben in westlicher Richtung dank entsprechender Instrumentenlandesysteme auch Betrieb bei sehr schlechten Sichtverhältnissen. Die verbleibenden zwei Bahnen laufen parallel in südöstlicher beziehungsweise nordwestlicher Richtung. Bis auf die Landebahnen 15L und 33L verfügen alle Landebahnen über Instrumentenlandesysteme. Da ein Abstand von mehr als 1,5 Kilometern zwischen den Start- und Landebahnen 08L/26R, 08R/26L und 09/27 besteht, können diese parallel genutzt werden.
| Bezeichnung | Maße in Metern | Belag | Ausrichtung     | Inbetriebnahme | ILS-CAT   |
| ----------- | -------------- | ----- | --------------- | -------------- | --------- |
| 08R/26L     | 2866 × 46      | Beton | Ost-West        | 1969           | IIIb/IIIb |
| 08L/26R     | 2743 × 46      | Beton | Ost-West        | 2003           | I/IIIb    |
| 09/27       | 3048 × 46      | Beton | Ost-West        |                | I/IIIb    |
| 15R/33L     | 3048 × 46      | Beton | Südost-Nordwest |                | I/-       |
| 15L/33R     | 3658 × 46      | Beton | Südost-Nordwest | 1969           | -/I       |

### Terminals
Der Flughafen verfügt über fünf Terminals, die mit den Buchstaben A bis E bezeichnet sind. Die Terminals B, C und E werden ausschließlich durch United Airlines genutzt. Die übrigen nordamerikanischen Fluggesellschaften teilen sich Terminal A, die internationalen Fluggesellschaften Terminal D. Einreisekontrollen bei internationalen Flügen erfolgen zentral im Terminal E.

## Fluggesellschaften und Ziele
Der George Bush Intercontinental Airport ist ein Drehkreuz der Fluggesellschaft United Airlines. Insgesamt wird er von 25 Fluggesellschaften genutzt. Der Marktanteil von United Airlines einschließlich United Express lag 2023 bei 72,28 Prozent, gefolgt von Spirit Airlines mit 6,35 Prozent, American Airlines einschließlich American Eagle mit 4,72 Prozent, Delta Air Lines einschließlich Delta Connection mit 4,26 Prozent und Southwest Airlines mit 2,57 Prozent. Southwest Airlines hat die Flüge am George Bush Intercontinental Airport jedoch eingestellt.
Vom George Bush Intercontinental Airport gibt es Direktflüge zu 118 nationalen und 68 internationalen Zielen, zum Teil werden die Ziele nur saisonal bedient. Das internationale Streckennetz umfasst Linienflüge nach Asien, Europa, Nordamerika, Ozeanien und Südamerika. Im deutschsprachigen Raum werden Frankfurt von der Lufthansa und United Airlines sowie  München von United Airlines angeflogen.

## Verkehrszahlen
Der George Bush Intercontinental Airport lag im Jahr 2023 mit rund 46,2 Millionen Passagieren auf Platz 15 der größten US-amerikanischen Flughäfen und weltweit auf Platz 36.
| Jahr | Fluggastaufkommen | Fluggastaufkommen | Fluggastaufkommen | Luftfracht (Tonnen) (mit Luftpost) | Flugbewegungen (mit Militär) |
| Jahr | National          | International     | Gesamt            | Luftfracht (Tonnen) (mit Luftpost) | Flugbewegungen (mit Militär) |
| ---- | ----------------- | ----------------- | ----------------- | ---------------------------------- | ---------------------------- |
| 2023 | 34.600.639        | 11.591.860        | 46.192.499        | 523.563                            | 422.003                      |
| 2022 | 31.436.449        | 9.542.973         | 40.979.422        | 542.071                            | 399.805                      |
| 2021 | 27.027.099        | 6.650.019         | 33.677.118        | 524.786                            | 395.787                      |
| 2020 | 14.595.860        | 3.621.566         | 18.217.426        | 452.998                            | 267.655                      |
| 2019 | 34.154.560        | 11.122.035        | 45.276.595        | 518.698                            | 478.070                      |
| 2018 | 33.073.984        | 10.733.736        | 43.807.720        | 524.715                            | 466.738                      |
| 2017 | 30.382.092        | 10.350.098        | 40.732.190        | 451.130                            | 450.323                      |
| 2016 | 30.857.041        | 10.835.331        | 41.692.372        | 431.982                            | 470.780                      |
| 2015 | 32.411.513        | 10.611.711        | 43.023.224        | 429.914                            | 502.844                      |
| 2014 | 31.438.729        | 9.815.655         | 41.254.384        | 461.900                            | 508.935                      |
| 2013 | 30.813.199        | 8.986.215         | 39.799.414        | 426.877                            | 506.298                      |
| 2012 | 31.126.550        | 8.764.206         | 39.890.756        | 438.451                            | 510.242                      |
| 2011 | 31.550.110        | 8.637.332         | 40.187.442        | 447.016                            | 528.722                      |
| 2010 | 31.971.691        | 8.507.878         | 40.479.569        | 423.559                            | 531.347                      |
| 2009 | 32.197.411        | 7.809.943         | 40.007.354        | 372.738                            | 538.168                      |
| 2008 | 33.748.447        | 7.960.133         | 41.708.580        | 412.326                            | 576.062                      |
| 2007 | 35.275.050        | 7.722.990         | 42.998.040        | 413.792                            | 603.656                      |
| 2006 | 35.139.422        | 7.411.010         | 42.550.432        | 409.172                            | 602.672                      |
| 2005 | 32.807.500        | 6.909.083         | 39.716.583        | 388.574                            | 562.966                      |
| 2004 | 30.127.959        | 6.385.139         | 36.513.098        | 401.184                            | 517.197                      |
| 2003 | 28.587.826        | 5.620.391         | 34.208.217        | 382.085                            | 474.913                      |
| 2002 | 28.245.534        | 5.668.225         | 33.913.759        | 330.947                            | 456.831                      |
| 2001 | -                 | -                 | 34.763.443        | -                                  | -                            |
| 2000 | -                 | -                 | 35.251.372        | -                                  | -                            |
| 1999 | -                 | -                 | 33.051.248        | -                                  | -                            |
| 1998 | -                 | -                 | 31.017.804        | -                                  | -                            |
| 1997 | -                 | -                 | 28.678.153        | -                                  | -                            |
| 1996 | -                 | -                 | 26.460.192        | -                                  | -                            |
| 1995 | -                 | -                 | 24.690.166        | -                                  | -                            |
| 1994 | -                 | -                 | 22.456.792        | -                                  | -                            |
| 1993 | -                 | -                 | 20.173.941        | -                                  | -                            |
| 1992 | -                 | -                 | 19.349.310        | -                                  | -                            |
| 1991 | -                 | -                 | 18.127.395        | -                                  | -                            |
| 1990 | -                 | -                 | 17.515.813        | -                                  | -                            |
| 1989 | -                 | -                 | 16.013.660        | -                                  | -                            |
| 1988 | -                 | -                 | 15.109.521        | -                                  | -                            |

### Verkehrsreichste Strecken
| Rang | Stadt                        | Passagiere | Fluggesellschaft         |
| ---- | ---------------------------- | ---------- | ------------------------ |
| 01   | Los Angeles, Kalifornien     | 798.930    | American, Spirit, United |
| 02   | Denver, Colorado             | 792.830    | Frontier, Spirit, United |
| 03   | Atlanta, Georgia             | 709.000    | Delta, Spirit            |
| 04   | Chicago–O'Hare, Illinois     | 668.040    | America, Spirit, United  |
| 05   | Las Vegas, Nevada            | 627.310    | Frontier, Spirit, United |
| 06   | Dallas/Fort Worth, Texas     | 607.490    | American, United         |
| 07   | Orlando, Florida             | 579.620    | Frontier, Spirit, United |
| 08   | Newark, New Jersey           | 570.710    | Spirit, United           |
| 09   | San Francisco, Kalifornien   | 553.840    | United                   |
| 10   | New York-LaGuardia, New York | 462.160    | Spirit, United           |

## Zwischenfälle
- Am 1. Februar 1975 musste eine Douglas DC-3D der Horizon Properties (Luftfahrzeugkennzeichen N15HC) auf dem Weg vom Lawton Municipal Airport zum Huntsville Regional Airport aufgrund schlechten Wetters in Huntsville zum George Bush Intercontinental Airport umgeleitet werden. Drei Kilometer vor der Landebahn berührte das Flugzeug den Mast einer Stromleitung und verlor dabei einen Teil eines Flügels. Beim anschließenden Absturz wurden beide Crewmitglieder und drei von 14 Passagieren getötet.[21]
- Am 23. August 1990 stürzte eine Grumman Gulfstream I der Rowan Drilling Comp. Marine (Luftfahrzeugkennzeichen N80RD) während des Starts zu einem Flug nach New Orleans ab. Aufgrund einer Fehlfunktion an einer Treibstoffpumpe verlor ein Triebwerk Leistung, die Piloten konnten das Flugzeug anschließend nicht mehr unter Kontrolle bringen. Bei dem Absturz kamen zwei von drei Crewmitgliedern und drei von 15 Passagieren ums Leben.[22]